# Hannah Telle

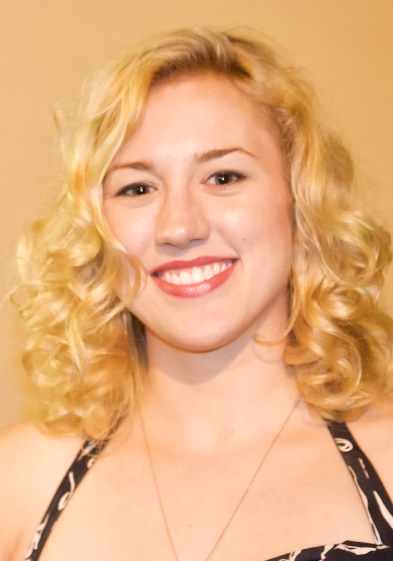
Hannah Telle, 2011

Hannah Rebecca Telle (* 18. September 1987 in Clearwater Beach, Florida, USA) ist eine US-amerikanische Schauspielerin, Synchronsprecherin und Sängerin.

## Leben
Hannah Telle wurde am 18. September 1987 in Clearwater Beach, Florida, geboren und verbrachte ihre Kindheit größtenteils in Shelby, North Carolina. Ihren Abschluss mit dem Schwerpunkt auf Schauspiel machte sie an der North Carolina School of Arts. Anschließend besuchte sie die Universität im Süden Kaliforniens, wo sie Cinematic Arts, Theater und Fotografie studierte. 2008 begann sie ihre Karriere mit dem Film Sex and the USA, dort noch als Hannah Rebecca Telle. 2012 trat sie in der Teenie-Serie iCarly auf. Es folgten diverse kleinere Rollen in TV-Serien und Synchronsprecher-Tätigkeiten.
2015 wurde sie international bekannt und ausgezeichnet durch ihre Synchronrolle als Max Caulfield im Computerspiel Life is Strange, die sie 2024 in der Fortsetzung Life is Strange: Double Exposure wieder aufnahm.
2018 zog sie sich zeitweilig vom Schauspiel zurück, kehrte an die Universität zurück und machte 2021 ihren Abschluss in Neurowissenschaften.
Telle ist außerdem Musikerin und veröffentlichte bisher drei Alben.

## Filmografie (Auswahl)
- 2008: Sex and the USA
- 2010: Novelties
- 2012: iCarly
- 2013: Fireflies
- 2014: Two Pints Lighter
- 2017: I’d Kill for You

## Synchronrollen (Auswahl)
- 2005: Soul Calibur III
- 2014: Murdered: Soul Suspect
- 2015: Life Is Strange
- 2018: Life Is Strange: Before the Storm (Episode: „Lebewohl“)
- 2024: Life Is Strange: Double Exposure

## Diskografie
Alben:
- 2016: Hollow Glow
- 2019: Walking Away from the Dream
- 2023: Waking Up to Tomorrow

Singles:
- 2016: Weightless
- 2018: Waiting
- 2018: Later in Life
- 2020: Like A Flower
- 2020: Colors
- 2020: Illusions
- 2021: Into the Blue
- 2022: Four Leaf Clover
- 2022: Mercy Meadow
- 2023: Lavender Daydream
- 2023: Kiss the Dew
- 2023: Seasons